# Empresa Municipal de Transportes de Fuenlabrada
La Empresa Municipal de Transportes de Fuenlabrada (también conocida como EMT de Fuenlabrada o EMTF) es la empresa municipal encargada del transporte en autobús en la ciudad de Fuenlabrada, Comunidad de Madrid.      
Se caracteriza por ser la única Empresa Municipal de Transportes junto con la ciudad de Madrid en toda la Comunidad de Madrid. Cuenta con 7 líneas urbanas y es la que más paradas de autobús urbanas tiene en todos los municipios de la comunidad excepto Madrid. La EMT actualmente posee 32 autobuses urbanos y una media de 4 años de antigüedad en su flota, una de las más modernas de España.

## Historia
La Empresa Municipal de Transportes de Fuenlabrada fue constituida como sociedad anónima el día 5 de julio de 1983 y empezó a operar al año siguiente. Estaba formada por tres líneas: 1, 2 (Circular Verde) y 3 (Circular Roja).
En 1995, se añadieron las líneas 4 y 5. La línea 6 fue abierta en 2006 haciendo el recorrido desde Hospital de Fuenlabrada hasta Loranca y Parque Miraflores con una frecuencia de paso de 20 minutos, suprimiendo el tramo de la línea 1 con ruta idéntica; tras las quejas vecinales, la línea desapareció haciendo que la línea 1 recuperara su ruta.
En 2010 se creó la línea 13, que conecta el Barrio de El Naranjo con la estación en días laborables. Por última novedad es destacable, en julio de 2017 se produce la apertura de una nueva línea, la 6 que conecta la estación con el cementerio nuevo, habiendo pasado antes por el cementerio viejo y los campos de futbol de La Aldehuela.

## Líneas
| Línea | Recorrido                              |
| ----- | -------------------------------------- |
| 1     | Recinto Ferial - Parque Miraflores     |
| 2     | Circular Verde                         |
| 3     | Circular Roja                          |
| 4     | Arroyo - La Fuente – Loranca           |
| 6     | Fuenlabrada Central – Cementerio Nuevo |
| 13    | El Naranjo - Fuenlabrada Central       |
| 5     | Nocturno                               |

Las líneas regulares que pasan por el Hospital de Fuenlabrada son las líneas 1, 2, 3, 4 y 5.
Las líneas regulares que pasan por Fuenlabrada Central son las líneas 2, 3, 4, 5, 6 y 13.

## Flota
| Número | Matrícula | Chasis                         | Carrocería             | Alta                    | Baja       | Observaciones                                      |
| ------ | --------- | ------------------------------ | ---------------------- | ----------------------- | ---------- | -------------------------------------------------- |
| 1      | M-5127-FN | Pegaso 5064B Comet             |                        | 18/10/1983              | BAJA       |                                                    |
| 1      | M-5520-HH | Pegaso 5317                    |                        | 24/03/1998 (04/11/1986) | 26/04/2001 | Ex-3502 EMT Madrid                                 |
| 1      | 7385 BNC  | Pegaso 6424                    | Unicar U90             | 16/09/2001 (31/07/1989) | 31/01/2007 | Ex-783 EMT Madrid (Matrícula original: M-2021-KF)  |
| 2      | M-5128-FN | Pegaso 5064B Comet             |                        | 18/10/1983              | BAJA       |                                                    |
| 2      | M-5522-HH | Pegaso 5317                    |                        | 24/03/1998 (04/11/1986) | 26/04/2001 | Ex-3504 EMT Madrid                                 |
| 2      | 3912 BNR  | Pegaso 6424                    | Unicar U90             | 08/10/2001 (09/05/1990) | 31/01/2007 | Ex-1161 EMT Madrid (Matrícula original: M-5223-LB) |
| 3      | M-xxxx-FP | Pegaso 5064B Comet             |                        | 24/11/1983              | BAJA       |                                                    |
| 3      | M-5523-HH | Pegaso 5317                    |                        | 24/03/1998 (04/11/1986) | 26/04/2001 | Ex-3505 EMT Madrid                                 |
| 3      | 3913 BNR  | Pegaso 6424                    | Unicar U90             | 08/10/2001 (09/04/1991) | 31/01/2007 | Ex-1758 EMT Madrid (Matrícula original: M-3635-MB) |
| 4      | M-xxxx-FP | Pegaso 5064B Comet             |                        | 24/11/1983              | BAJA       |                                                    |
| 4      | M-5533-HH | Pegaso 5317                    |                        | 24/03/1998 (04/11/1986) | 26/04/2001 | Ex-3515 EMT Madrid                                 |
| 5      | M-4520-FS | Pegaso 5064B Comet             |                        | 30/12/1983              | BAJA       |                                                    |
| 5      | M-5534-HH | Pegaso 5317                    |                        | 24/03/1998 (04/11/1986) | 26/04/2001 | Ex-3516 EMT Madrid                                 |
| 6      | M-4521-FS | Pegaso 5064B Comet             |                        | 30/12/1983              | BAJA       |                                                    |
| 6      | M-4622-XC | Iveco Cityclass                | Castrosua CS40 City II | 26/02/1999              | 20/01/2010 |                                                    |
| 7      | M-4522-FS | Pegaso 5064B Comet             |                        | 30/12/1983              | BAJA       |                                                    |
| 7      | M-4664-XC | Iveco Cityclass                | Castrosua CS40 City II | 26/02/1999              | 20/01/2010 |                                                    |
| 8      | M-4523-FS | Pegaso 5064B Comet             |                        | 30/12/1983              | BAJA       |                                                    |
| 9      | M-4524-FS | Pegaso 5064B Comet             |                        | 30/12/1983              | BAJA       |                                                    |
| 10     | M-4525-FS | Pegaso 5064B Comet             |                        | 30/12/1983              | BAJA       | Preservado                                         |
| 11     | M-4526-FS | Pegaso 5064B Comet             |                        | 30/12/1983              | BAJA       |                                                    |
| 12     | M-4527-FS | Pegaso 5064B Comet             |                        | 30/12/1983              | BAJA       |                                                    |
| 13     | M-9291-LP | Pegaso 6424                    | Hispano VOV            | 06/10/1990              | 31/01/2007 |                                                    |
| 14     | M-9292-LP | Pegaso 6424                    | Hispano VOV            | 06/10/1990              | 31/01/2007 |                                                    |
| 15     | M-9293-LP | Pegaso 6424                    | Hispano VOV            | 06/10/1990              | 31/01/2007 |                                                    |
| 16     | M-8700-PJ | Iveco 5522                     |                        | 09/05/1994              | 26/04/2001 | A 151 Fernanbús (Valencia). Rematriculado 8670 DNG |
| 17     | M-8701-PJ | Iveco 5522                     |                        | 09/05/1994              | 26/04/2001 |                                                    |
| 18     | M-8702-PJ | Iveco 5522                     |                        | 09/05/1994              | 16/09/2001 |                                                    |
| 19     | M-8703-PJ | Iveco 5522                     |                        | 09/05/1994              | 08/10/2001 | Autobús de autosecuela                             |
| 20     | M-8704-PJ | Iveco 5522                     |                        | 09/05/1994              | 08/10/2001 |                                                    |
| 21     | M-1927-SL | Iveco 5522                     |                        | 10/05/1995              | 29/09/2003 |                                                    |
| 22     | M-1928-SL | Iveco 5522                     |                        | 10/05/1995              | 29/09/2003 |                                                    |
| 23     | M-1929-SL | Iveco 5522                     |                        | 10/05/1995              | 29/09/2003 |                                                    |
| 24     | M-1930-SL | Iveco 5522                     |                        | 10/05/1995              | 29/09/2003 |                                                    |
| 25     | M-1931-SL | Iveco 5522                     |                        | 10/05/1995              | 29/09/2003 |                                                    |
| 26     | M-3514-UX | Iveco 623E.2                   | Castrosua CS40 City    | 22/10/1997              | 12/06/2006 |                                                    |
| 27     | M-3515-UX | Iveco 623E.2                   | Castrosua CS40 City    | 22/10/1997              | 12/06/2006 |                                                    |
| 28     | M-3516-UX | Iveco 623E.2                   | Castrosua CS40 City    | 22/10/1997              | 12/06/2006 |                                                    |
| 29     | M-3517-UX | Iveco 623E.2                   | Castrosua CS40 City    | 22/10/1997              | 12/06/2006 |                                                    |
| 30     | M-3518-UX | Iveco 623E.2                   | Castrosua CS40 City    | 22/10/1997              | 12/06/2006 |                                                    |
| 31     | 4310 BHT  | Iveco Cityclass                | Castrosua CS40 City II | 26/04/2001              | 2015       |                                                    |
| 32     | 4311 BHT  | Iveco Cityclass                | Castrosua CS40 City II | 26/04/2001              | 2015       |                                                    |
| 33     | 4312 BHT  | Iveco Cityclass                | Castrosua CS40 City II | 26/04/2001              | 2015       |                                                    |
| 34     | 4313 BHT  | Iveco Cityclass                | Castrosua CS40 City II | 26/04/2001              | 2015       | A 283 Costa Azul (Alicante) / Urbano Torrevieja    |
| 35     | 4314 BHT  | Iveco Cityclass                | Castrosua CS40 City II | 26/04/2001              | 2015       |                                                    |
| 36     | 4315 BHT  | Iveco Cityclass                | Castrosua CS40 City II | 26/04/2001              | 2015       | A 284 Costa Azul (Alicante) / Urbano Torrevieja    |
| 37     | 4316 BHT  | Iveco Cityclass                | Castrosua CS40 City II | 26/04/2001              | 2015       |                                                    |
| 38     | 5493 CMK  | Irisbus-Iveco Cityclass Cursor | Castrosua CS40 City II | 29/09/2003              | 2015       | A 282 Costa Azul (Alicante) / Urbano Torrevieja    |
| 39     | 5596 CMK  | Irisbus-Iveco Cityclass Cursor | Castrosua CS40 City II | 29/09/2003              | 2015       | A 287 Costa Azul (Alicante) / Urbano Torrevieja    |
| 40     | 5632 CMK  | Irisbus-Iveco Cityclass Cursor | Castrosua CS40 City II | 29/09/2003              | 2015       | A 281 Costa Azul (Alicante) / Urbano Torrevieja    |
| 41     | 5682 CMK  | Irisbus-Iveco Cityclass Cursor | Castrosua CS40 City II | 29/09/2003              | 2015       | A 285 Costa Azul (Alicante) / Urbano Torrevieja    |
| 42     | 5718 CMK  | Irisbus-Iveco Cityclass Cursor | Castrosua CS40 City II | 29/09/2003              | 2015       | A 276 Costa Azul (Alicante) / Urbano Torrevieja    |
| 43     | 5749 CMK  | Irisbus-Iveco Cityclass Cursor | Castrosua CS40 City II | 29/09/2003              | 2015       | A 286 Costa Azul (Alicante) / Urbano Torrevieja    |
| 44     | 0794 FBM  | Irisbus-Iveco Cityclass Cursor | Castrosua City Versus  | 12/06/2006              | 2018       | A 72 Hadú Almadraba (Ceuta)                        |
| 45     | 1014 FBM  | Irisbus-Iveco Cityclass Cursor | Castrosua City Versus  | 12/06/2006              | 2018       | A 73 Hadú Almadraba (Ceuta)                        |
| 46     | 1073 FBM  | Irisbus-Iveco Cityclass Cursor | Castrosua City Versus  | 12/06/2006              | 2018       | A 66 Hadú Almadraba (Ceuta)                        |
| 47     | 1117 FBM  | Irisbus-Iveco Cityclass Cursor | Castrosua City Versus  | 12/06/2006              | 24/09/2018 | Autobús quemado en cocheras.                       |
| 48     | 1166 FBM  | Irisbus-Iveco Cityclass Cursor | Castrosua City Versus  | 12/06/2006              | 2018       | A 67 Hadú Almadraba (Ceuta)                        |
| 49     | 1225 FBM  | Irisbus-Iveco Cityclass Cursor | Castrosua City Versus  | 12/06/2006              | 2018       | A 68 Hadú Almadraba (Ceuta)                        |
| 50     | 8999 FKY  | Irisbus-Iveco Cityclass Cursor | Castrosua City Versus  | 31/01/2007              | 2019       | A 69 Hadú Almadraba (Ceuta)                        |
| 51     | 8964 FKY  | Irisbus-Iveco Cityclass Cursor | Castrosua City Versus  | 31/01/2007              | 2024       |                                                    |
| 52     | 8922 FKY  | Irisbus-Iveco Cityclass Cursor | Castrosua City Versus  | 31/01/2007              | 2019       | A 70 Hadú Almadraba (Ceuta)                        |
| 53     | 8863 FKY  | Irisbus-Iveco Cityclass Cursor | Castrosua City Versus  | 31/01/2007              | 2019       | A 71 Hadú Almadraba (Ceuta)                        |
| 54     | 7876 FZK  | Irisbus-Iveco Cityclass Cursor | Castrosua City Versus  | 24/01/2008              | 2017       | Siniestrado mientras hacia un servicio en la L4.   |
| 55     | 7625 FZK  | Irisbus-Iveco Cityclass Cursor | Castrosua City Versus  | 24/01/2008              | 2025       |                                                    |
| 56     | 7433 FZK  | Irisbus-Iveco Cityclass Cursor | Castrosua City Versus  | 24/01/2008              | 30/06/2020 | Incendiado en la Avenida Pablo Iglesias (Loranca). |
| 57     | 7910 FZK  | Irisbus-Iveco Cityclass Cursor | Castrosua City Versus  | 24/01/2008              | 2025       |                                                    |
| 58     | 7595 FZK  | Irisbus-Iveco Cityclass Cursor | Castrosua City Versus  | 24/01/2008              | 2025       |                                                    |
| 59     | 4387 GSX  | Irisbus-Iveco Cityclass Cursor | Castrosua City Versus  | 20/01/2010              |            |                                                    |
| 60     | 4396 GSX  | Irisbus-Iveco Cityclass Cursor | Castrosua City Versus  | 20/01/2010              |            |                                                    |
| 61     | 4426 GSX  | Irisbus-Iveco Cityclass Cursor | Castrosua City Versus  | 20/01/2010              |            |                                                    |
| 62     | 4429 GSX  | Irisbus-Iveco Cityclass Cursor | Castrosua City Versus  | 20/01/2010              |            |                                                    |
| 63     | 4453 GSX  | Irisbus-Iveco Cityclass Cursor | Castrosua City Versus  | 20/01/2010              |            |                                                    |
| 64     | 4491 GSX  | Irisbus-Iveco Cityclass Cursor | Castrosua City Versus  | 20/01/2010              |            |                                                    |
| 65     | 1455 JCD  | Iveco Urbanway                 |                        | 19/01/2015              |            |                                                    |
| 66     | 3264 JDF  | Iveco Urbanway                 |                        | 13/03/2015              |            |                                                    |
| 67     | 6940 JDL  | Iveco Urbanway                 |                        | 25/03/2015              |            |                                                    |
| 68     | 7022 JDL  | Iveco Urbanway                 |                        | 25/03/2015              |            |                                                    |
| 69     | 5663 JDS  | Iveco Urbanway                 |                        | 06/04/2015              |            |                                                    |
| 70     | 7778 JDT  | Iveco Urbanway                 |                        | 09/04/2015              |            |                                                    |
| 71     | 5671 JDS  | Iveco Urbanway                 |                        | 06/04/2015              |            |                                                    |
| 72     | 5669 JDS  | Iveco Urbanway                 |                        | 06/04/2015              |            |                                                    |
| 73     | 5666 JDS  | Iveco Urbanway                 |                        | 06/04/2015              |            |                                                    |
| 74     | 1951 JZS  | Iveco Crossway                 | Autoportante           | 05/06/2017              |            |                                                    |
| 75     | 0300 JZV  | Iveco Crossway                 | Autoportante           | 08/06/2017              |            |                                                    |
| 76     | 0549 KLC  | Iveco Urbanway                 |                        | 05/09/2018              |            |                                                    |
| 77     | 0629 KLB  | Iveco Urbanway                 |                        | 05/09/2018              |            |                                                    |
| 78     | 7679 KLB  | Iveco Urbanway                 |                        | 03/09/2018              |            |                                                    |
| 79     | 0764 KLB  | Iveco Urbanway                 |                        | 03/09/2018              |            |                                                    |
| 80     | 0812 KLB  | Iveco Urbanway                 |                        | 03/09/2018              |            |                                                    |
| 81     | 0592 KLB  | Iveco Urbanway                 |                        | 03/09/2018              |            |                                                    |
| 82     | 0173 KTK  | Iveco Urbanway                 |                        | 20/02/2019              |            |                                                    |
| 83     | 0209 KTK  | Iveco Urbanway                 |                        | 20/02/2019              |            |                                                    |
| 84     | 0182 KTK  | Iveco Urbanway                 |                        | 20/02/2019              |            |                                                    |
| 85     | 0163 KTK  | Iveco Urbanway                 |                        | 20/02/2019              |            |                                                    |
| 86     | 7201 MGR  | Solaris Urbino 12 Electric     |                        | 09/05/2023              |            | Eléctrico                                          |
| 87     | 7209 MGR  | Solaris Urbino 12 Electric     |                        | 09/05/2023              |            | Eléctrico                                          |
| 88     | 0710 MGX  | Solaris Urbino 12 Electric     |                        | 18/05/2023              |            | Eléctrico                                          |
| 89     | 2629 MHB  | Solaris Urbino 12 Electric     |                        | 26/05/2023              |            | Eléctrico                                          |
| 90     | 1203 MRZ  | Irizar IE Tram                 |                        | 06/06/2024              |            | Eléctrico                                          |
| 91     | 6090 MRZ  | Irizar IE Tram                 |                        | 07/06/2024              |            | Eléctrico                                          |
| 92     | 6081 MRZ  | Irizar IE Tram                 |                        | 07/06/2024              |            | Eléctrico                                          |
| 93     | 6060 MRZ  | Irizar IE Tram                 |                        | 07/06/2024              |            | Eléctrico                                          |
| 94     | 6054 MRZ  | Irizar IE Tram                 |                        | 07/06/2024              |            | Eléctrico                                          |
| 95     | 4816 MRZ  | Irizar IE Tram                 |                        | 06/06/2024              |            | Eléctrico                                          |
| 96     | 4714 MRZ  | Irizar IE Tram                 |                        | 06/06/2024              |            | Eléctrico                                          |
| 97     |           | Solaris Urbino 12 Electric     |                        |                         |            | Eléctrico                                          |
| 98     | 3599 NCY  | Solaris Urbino 12 Electric     |                        | 24/06/2025              |            | Eléctrico                                          |
| 99     |           | Solaris Urbino 12 Electric     |                        |                         |            | Eléctrico                                          |
| 100    |           | Solaris Urbino 12 Electric     |                        |                         |            | Eléctrico                                          |